# 张辛实
张辛实（1916年—1984年）原名张英华，吉林辽源人，中华人民共和国电影导演。

## 生平
1916年农历十二月二十八日，张辛实生于吉林辽源一个富裕家庭。自幼喜爱中国古典文学。1931年九一八事变后，张辛实加入东北抗日青年大同盟。1933年，张辛实考入沈阳英国人办的教会学校“文会书院”学习，其间发表了小说、诗歌、杂文等等。1935年10月，自费赴日本留学。1936年，考入日本大学艺术科映画系，学习电影剧作专业。其间，他和别人合作创办刊物《影艺之友》。1938年归国。1939年，入新京（今长春）的满洲映画株式会社文艺科担任编剧，并且参加了文艺团体“艺文志”，他创作了话剧《春秋》等等，长篇小说《荒火》以及几十篇杂文与短篇小说，编辑出版《新现实文艺从书》。
1945年，张辛实组织了东北作家联盟，后来当选为东北电影公司总经理。1946年，该公司更名为东北电影制片厂，张辛实当选为副厂长。
1954年起，张辛实开始从事导演工作，担任《猛河的黎明》的制片主任。1956年之后，他执导了《花木兰》、《关不住》、《火焰驹》、《窦娥冤》四部戏曲片以及《锡城的故事》、《羌笛颂》两部故事片。文化大革命之后，他执导拍摄了《风云岛》、《祭红》、《他们并不陌生》三部电影。他还曾任中国电影家协会吉林分会副主席。
张辛实擅长拍戏曲片，他拍摄的《花木兰》是戏曲片中较早突破舞台纪录式手法的电影之一，在拍摄采用故事片的场面调度及剪接。戏曲片《窦娥冤》节奏严谨，成功运用烘托渲染手法。
1984年，张辛实逝世，享年68岁。

## 作品
- 1982年《他们并不陌生》编剧、导演
- 1979年《祭红》导演
- 1977年《风云岛》导演
- 1960年《羌笛颂》导演
- 1959年《锡城的故事》导演
- 1959年《窦娥冤》导演
- 1958年《火焰驹》导演
- 1956年《关不住》导演
- 1956年《花木兰》导演
- 1955年《猛河的黎明》制片主任